# Oncopus citrosa
Oncopus citrosa là một loài bướm đêm trong họ Geometridae.